# Ameryka (album Trzech Króli)
Ameryka – drugi album studyjny polskiego zespołu Trzech Króli, wydany 23 maja 2024 nakładem wytwórni Ekipa Management, dystrybucji E-Muzyka, składający się z 12 utworów. Wydanie było promowane trzema singlami, tj. „Ameryka”, „Inflacja Życia” oraz „Chevy Tahoe”.

## Nagrywanie
Premiera albumu miała miejsce 23 maja 2024. Album nie jest dostępny w postaci fizycznej, a jedynie na platformach streamingowych.

## Lista utworów
Opracowane na podstawie serwisów streamingowych, typu Spotify, Apple Music.
| Nr  | Tytuł utworu           | Długość |
| --- | ---------------------- | ------- |
| 1.  | „Ameryka”              | 2:22    |
| 2.  | „Zakorkowane Mia100”   | 2:19    |
| 3.  | „Ty i Ja”              | 2:05    |
| 4.  | „Inflacja Życia”       | 2:30    |
| 5.  | „Nowa Definicja Swagu” | 2:09    |
| 6.  | „Serce”                | 2:47    |
| 7.  | „Chevy Tahoe”          | 2:27    |
| 8.  | „Camper”               | 2:47    |
| 9.  | „Zobacz Tato”          | 3:09    |
| 10. | „Tlen”                 | 2:42    |
| 11. | „Zielone Światła”      | 2:22    |
| 12. | „To i Tamto”           | 2:06    |
|     |                        | 29:45   |

## Pozycja na liście sprzedaży
| Kraj   | Lista                   | Najwyższa pozycja |
| ------ | ----------------------- | ----------------- |
| Polska | OLiS: albumy            | 48                |
| Polska | OLiS: albumy w streamie | 29                |